# Tuyau souple
 (septembre 2023).

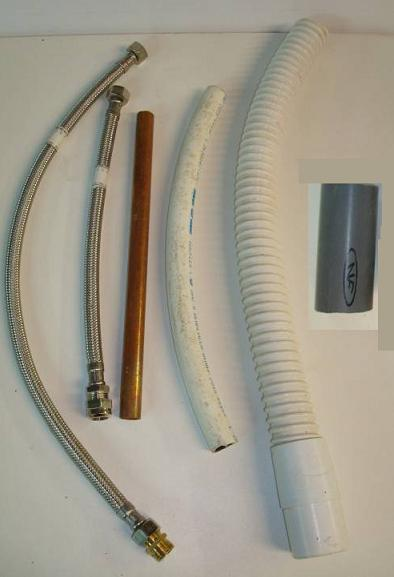
Tuyaux rigides et souples.

Les tuyaux souples, comme les tuyaux rigides, sont soumis à des normes de qualité et de sécurité selon l’emploi qui en est fait. Ils existent en une multitude de matières naturelles, synthétiques, métallique flexible, toile et un mélange de plusieurs variétés de matières.

## Découverte
Le tuyau en caoutchouc se distingue des autres types de tuyaux. Il est le premier tuyau souple de l'histoire. Il a été l'invention de Pierre Joseph Macquer, un chimiste et médecin né en 1718 et décédé en 1784. En 1768, Macquer avait déjà accompli l'exploit de créer le tout premier dictionnaire de chimie.
Son ingéniosité dans la création du tuyau en caoutchouc repose sur l'utilisation de la solubilité du caoutchouc dans divers solvants. Cela lui a permis de donner au caoutchouc la possibilité de prendre n'importe quelle forme souhaitée, tout en conservant son élasticité une fois que le solvant s'était évaporé. Ce procédé révolutionnaire a ouvert la voie à de nombreuses applications pratiques du caoutchouc.

## Composition

### Tuyau caoutchouc
Ces tuyaux sont constitués d’un tube de caoutchouc auquel une toile noyée dans l’épaisseur apporte une meilleure résistance. Il existe des tuyaux avec plusieurs couches de toile et certains sont même entourés par une, deux tresses ou plusieurs nappes métalliques pour augmenter leur résistance à la pression.

### Tuyau PE
Les tuyaux PE pour polyéthylène, classés suivant leur diamètre extérieur et leur résistance (nommée en « PN + bars », cela détermine également leur épaisseur), sont particulièrement destinés à l’alimentation des bâtiments (eau ou gaz), des jardins ou des terres agricoles irriguées.

### Tuyau PER
PER est le sigle du polyéthylène réticulé haute densité (PEX pour les Anglo-Saxons). Le tuyau PER est utilisé aussi bien pour l’alimentation en eau sanitaire que pour le chauffage central traditionnel et plutôt adapté pour le chauffage par le sol.
Le multicouche est constitué d’un tube d’aluminium pris entre deux couches de PER, qui offre l’avantage de ne pas laisser passer l’oxygène ; cette propriété le prédestine au chauffage par le sol.
Le PER existe en simple ou gainé pour passage dans la maçonnerie et de couleur bleue pour l’eau froide (5 °C) et rouge pour l’eau chaude (100 °C) à une pression de 10 bar (norme NF T54-002 et ISO 4065).
Son emploi et son montage sont facilités par une gamme étendue de raccords spéciaux à compression ou à glissement, sertis avec une pince spéciale.
Ces tuyaux, conformes à la norme CSTBat (Centre scientifique et technique du bâtiment), d’une longueur et d’un diamètre bien définis, sont constitués d’une âme synthétique et d’un tressage extérieur en inox. Ils sont munis à chaque extrémité de raccords de différents types et permettent une utilisation garantie 10 ans, une pression de 16 bar et une température maxi de 110 °C ; ce qui en fait un élément essentiel et pratique pour le raccordement d’appareils sanitaires au réseau.

## Utilisation

### Tuyau de gaz
- Tuyau souple pour usage domestique (propane-butane), embouts tétine, durée de cinq ans,
- Tuyau souple avec tresse en acier inoxydable, haute résistance garantie sans limite, avec embouts à visser.

## Tuyau d'incendie
Les tuyaux d'incendie sont utilisés par les services incendie, étant donné leur faible poids et leur faible encombrement une fois enroulés. Ils sont étanches jusqu’à une pression de 10 bar, mais nécessitent un entretien périodique pour être maintenus en bon état de conservation ; particulièrement après chaque usage où un séchage en position suspendue doit avoir lieu.

## Tuyau d’arrosage
On distingue :
- tuyau standard : c’est le tuyau à tout faire dans le jardin. D’une bonne résistance à l'écrasement et aux plis et d’un faible poids, il est constitué d’une enveloppe structurée à trois couches et d’une armature textile à points croisés. Pression d'éclatement : 25 bar ;

- tuyau haute qualité : le tuyau à grande résistance pour les jardiniers exigeants. Son enveloppe structurée à trois couches et son système anti-torsion constitué d’un tissu bouclé à renfort hélicoïdal empêchant les torsions et les nœuds, lui confèrent une excellente résistance à l’écrasement. Pression d'éclatement : 30 bar ;

- tuyau haut de gamme : le tuyau inusable pour les jardiniers professionnels. Il se distingue par une grande facilité d'enroulement et de déroulement. Grâce à sa structure à plusieurs couches (jusqu’à six) et à son enveloppe renforcée, il est adapté pour des applications diverses sur toutes surfaces et est d’une grande longévité. Pression d'éclatement : 35 bar.